# Instytut Spraw Publicznych
Fundacja Instytut Spraw Publicznych (ISP) – pozarządowy i niezależny ośrodek analityczno-badawczym typu think tank.

## Historia
Instytut powstał w 1995 w celu zapewnienia zaplecza naukowego i intelektualnego dla modernizacji kraju i toczących się w Polsce debat.
Do głównych zadań i celów ISP należą:
- realizacja projektów badawczych przydatnych dla praktyki życia publicznego
- przedstawianie i upowszechnianie propozycji zmian systemowych
- inicjowanie debat publicznych
- sygnalizowanie zagrożeń dla jakości życia publicznego
- budowanie pomostów pomiędzy środowiskami naukowców, polityków, dziennikarzy i działaczy społecznych.

Instytut Spraw Publicznych jest członkiem wielu struktur zrzeszających organizacje pozarządowe, takich jak na przykład PASOS, EPIN, EuroMeSCo network, NDRI czy Grupa Zagranica.
Instytut Spraw Publicznych jest organizacją pożytku publicznego.
W skład Zarządu Instytutu Spraw Publicznych wchodzi prezes dr Jacek Kucharczyk oraz Beata Łaciak. W latach 1997–2009 funkcję prezeski sprawowała Lena Kolarska-Bobińska.

## Działalność
Instytut prowadzi badania, przygotowuje ekspertyzy i rekomendacje dotyczące podstawowych kwestii życia publicznego. Jest także organizatorem wielu konferencji, seminariów i odczytów. Z Instytutem współpracuje wielu badaczy z ośrodków naukowych w całej Polsce oraz działaczy politycznych i społecznych.
Wyniki projektów publikowane są w formie książek i raportów. Publikacje te są rozpowszechniane wśród posłów i senatorów, członków rządu i administracji, w środowiskach akademickich, a także wśród dziennikarzy i działaczy organizacji pozarządowych.
Instytut Spraw Publicznych realizuje od 2003 projekt Kompas, który służyć ma umacnianiu roli organizacji pozarządowych w życiu publicznym. Od 2004 wydawany jest kwartalnik „Trzeci Sektor”, poświęcony zagadnieniom prawnym i społecznym organizacji pozarządowych.

## Osiągnięcia
W uznaniu zasług dla polskiego życia publicznego, w listopadzie 2001 Instytut Spraw Publicznych nagrodzony został nagrodą specjalną i tytułem "Instytucja Roku 2001" przez Kapitułę konkursu Pro Publico Bono, działającą pod patronatem Rzecznika Praw Obywatelskich.
ISP opublikował kilka książek o polskich reformach: Druga fala polskich reform oraz Cztery reformy. W specjalnej obszernej wkładce na temat Polski brytyjski tygodnik „The Economist” zacytował angielską wersję Drugiej fali jako jedno z trzech głównych źródeł informacji (obok raportów OECD i książki prof. Normana Daviesa).
Instytut Spraw Publicznych zajmował się przygotowaniami do referendum w sprawie wstąpienia Polski do Unii Europejskiej i ratyfikacji traktatu ateńskiego i w kampanii referendalnej w 2003 ISP opracował koncepcję dwudniowego głosowania, którego wprowadzenie umożliwiło przekroczenie konstytucyjnie wymaganego 50% progu frekwencji wyborczej. Prowadzone w ISP działania doprowadziły do zmiany ustawy o referendach. Wywołana przy tej okazji debata publiczna także odegrała istotną rolę w uświadomieniu znaczenia kwestii frekwencji dla powodzenia referendum.
ISP wprowadziła tematykę partycypacji obywatelskiej pod obrady Forum Przyszłości Demokracji Rady Europy.
ISP przyznaje Nagrodę im. Jerzego Zimowskiego.